# 1997-es Formula–1 argentin nagydíj
Az argentin nagydíj volt az 1997-es Formula–1 világbajnokság harmadik futama.

## Időmérő edzés
|    | #  | Versenyző             | Csapat            | Köridő   | Különbség |
| -- | -- | --------------------- | ----------------- | -------- | --------- |
| 1  | 3  | Jacques Villeneuve    | Williams-Renault  | 1:24,473 |           |
| 2  | 4  | Heinz-Harald Frentzen | Williams-Renault  | 1:25,271 | +0,798    |
| 3  | 14 | Olivier Panis         | Prost-Mugen-Honda | 1:25,491 | +1,018    |
| 4  | 5  | Michael Schumacher    | Ferrari           | 1:25,773 | +1,300    |
| 5  | 22 | Rubens Barrichello    | Stewart-Ford      | 1:25,942 | +1,469    |
| 6  | 11 | Ralf Schumacher       | Jordan-Peugeot    | 1:26,218 | +1,745    |
| 7  | 6  | Eddie Irvine          | Ferrari           | 1:26,327 | +1,854    |
| 8  | 16 | Johnny Herbert        | Sauber-Petronas   | 1:26,564 | +2,091    |
| 9  | 12 | Giancarlo Fisichella  | Jordan-Peugeot    | 1:26,619 | +2,149    |
| 10 | 10 | David Coulthard       | McLaren-Mercedes  | 1:26,799 | +2,326    |
| 11 | 7  | Jean Alesi            | Benetton-Renault  | 1:27,076 | +2,603    |
| 12 | 8  | Gerhard Berger        | Benetton-Renault  | 1:27,259 | +2,786    |
| 13 | 1  | Damon Hill            | Arrows-Yamaha     | 1:27,281 | +2,808    |
| 14 | 17 | Nicola Larini         | Sauber-Petronas   | 1:27,690 | +3,217    |
| 15 | 23 | Jan Magnussen         | Stewart-Ford      | 1:28,035 | +3,562    |
| 16 | 18 | Jos Verstappen        | Tyrrell-Ford      | 1:28,094 | +3,621    |
| 17 | 9  | Mika Häkkinen         | McLaren-Mercedes  | 1:28,135 | +3,662    |
| 18 | 21 | Jarno Trulli          | Minardi-Hart      | 1:28,160 | +3,687    |
| 19 | 19 | Mika Salo             | Tyrrell-Ford      | 1:28,224 | +3,751    |
| 20 | 15 | Nakano Sindzsi        | Prost-Mugen-Honda | 1:28,366 | +3,893    |
| 21 | 20 | Katajama Ukjó         | Minardi-Hart      | 1:28,413 | +3,940    |
| 22 | 2  | Pedro Diniz           | Arrows-Yamaha     | 1:28,696 | +4,496    |

## Futam
Villeneuve sorozatban harmadszor indult az első helyről Argentínában. A kanadainak ezúttal sikerült megtartania első pozícióját, míg Michael Schumacher az első kanyarban Barrichello autójának ütközött, emiatt a német kiesett. Villeneuve mögött Frentzen kiesése után Panis haladt, de a 18. körben a Prost technikai hiba miatt kiesett. Hill, aki egy ideig a negyedik helyen is haladt, motorhiba miatt szintén kiesett. Irvine az utolsó körökben felzárkózott Villeneuve-re, de a kanadai sikeresen megvédte pozícióját és győzött. Ralf Schumacher végzett a harmadik helyen a Jordannel.
| Helyezés | #  | Versenyző             | Csapat/Motor      | Futott körök | Idő/Kiesés oka | Rajthely | Pontszám |
| -------- | -- | --------------------- | ----------------- | ------------ | -------------- | -------- | -------- |
| 1        | 3  | Jacques Villeneuve    | Williams-Renault  | 72           | 1:52:01,715    | 1        | 10       |
| 2        | 6  | Eddie Irvine          | Ferrari           | 72           | +0,979         | 7        | 6        |
| 3        | 11 | Ralf Schumacher       | Jordan-Peugeot    | 72           | +12,089        | 6        | 4        |
| 4        | 16 | Johnny Herbert        | Sauber-Petronas   | 72           | +29,919        | 8        | 3        |
| 5        | 9  | Mika Häkkinen         | McLaren-Mercedes  | 72           | +30,351        | 17       | 2        |
| 6        | 8  | Gerhard Berger        | Benetton-Renault  | 72           | +31,393        | 12       | 1        |
| 7        | 7  | Jean Alesi            | Benetton-Renault  | 72           | +46,359        | 11       |          |
| 8        | 19 | Mika Salo             | Tyrrell-Ford      | 71           | +1 kör         | 19       |          |
| 9        | 14 | Jarno Trulli          | Minardi-Hart      | 71           | +1 kör         | 18       |          |
| 10       | 23 | Jan Magnussen         | Stewart-Ford      | 66           | Motorhiba      | 15       |          |
| Kiesett  | 17 | Nicola Larini         | Sauber-Petronas   | 63           | Kicsúszás      | 14       |          |
| Kiesett  | 2  | Pedro Diniz           | Arrows-Yamaha     | 50           | Motorhiba      | 22       |          |
| Kiesett  | 15 | Nakano Sindzsi        | Prost-Mugen-Honda | 49           | Motorhiba      | 20       |          |
| Kiesett  | 18 | Jos Verstappen        | Tyrrell-Ford      | 43           | Motorhiba      | 16       |          |
| Kiesett  | 20 | Katajama Ukjó         | Minardi-Hart      | 37           | Kicsúszás      | 21       |          |
| Kiesett  | 1  | Damon Hill            | Arrows-Yamaha     | 33           | Motorhiba      | 13       |          |
| Kiesett  | 12 | Giancarlo Fisichella  | Jordan-Peugeot    | 24           | Ütközés        | 9        |          |
| Kiesett  | 22 | Rubens Barrichello    | Stewart-Ford      | 24           | Hidraulika     | 5        |          |
| Kiesett  | 14 | Olivier Panis         | Prost-Mugen-Honda | 18           | Elektronika    | 3        |          |
| Kiesett  | 4  | Heinz-Harald Frentzen | Williams-Renault  | 5            | Kuplung        | 2        |          |
| Kiesett  | 5  | Michael Schumacher    | Ferrari           | 0            | Ütközés        | 4        |          |
| Kiesett  | 10 | David Coulthard       | McLaren-Mercedes  | 0            | Ütközés        | 10       |          |

## A világbajnokság élmezőnyének állása a verseny után
| H  | Versenyzők         | Pont | H  | Konstruktőrök     | Pont |
| -- | ------------------ | ---- | -- | ----------------- | ---- |
| 1. | Jacques Villeneuve | 20   | 1. | Williams-Renault  | 20   |
| 2. | David Coulthard    | 10   | 2. | McLaren-Mercedes  | 19   |
| 3. | Gerhard Berger     | 10   | 3. | Ferrari           | 14   |
| 4. | Mika Häkkinen      | 9    | 4. | Benetton-Renault  | 11   |
| 5. | Michael Schumacher | 8    | 5. | Prost-Mugen-Honda | 6    |

## Statisztikák
Vezető helyen:
- Jacques Villeneuve: 66 (1-38 / 45-72)
- Eddie Irvine: 6 (39-44)

Jacques Villeneuve 6. győzelme, 6. pole-pozíciója, Gerhard Berger 20. leggyorsabb köre.
- Williams 97. győzelme.

Gerhard Berger 200. versenye.